# شهرک نووارا الییا
شهرک نووارا الییا (به لاتین: Nuwara Eliya Town) یک منطقهٔ مسکونی در سری‌لانکا است که در استان مرکزی (سری‌لانکا) واقع شده‌است.